# Cynanchum antsiranense
Cynanchum antsiranense är en oleanderväxtart som först beskrevs av Meve och Liede, och fick sitt nu gällande namn av Liede och Meve. Cynanchum antsiranense ingår i släktet Cynanchum och familjen oleanderväxter. Inga underarter finns listade i Catalogue of Life.